# Tarsolepis clephanlerum
Tarsolepis clephanlerum är en fjärilsart som beskrevs av Bänzinger 1982. Tarsolepis clephanlerum ingår i släktet Tarsolepis och familjen tandspinnare. Inga underarter finns listade i Catalogue of Life.